# Marion Rung

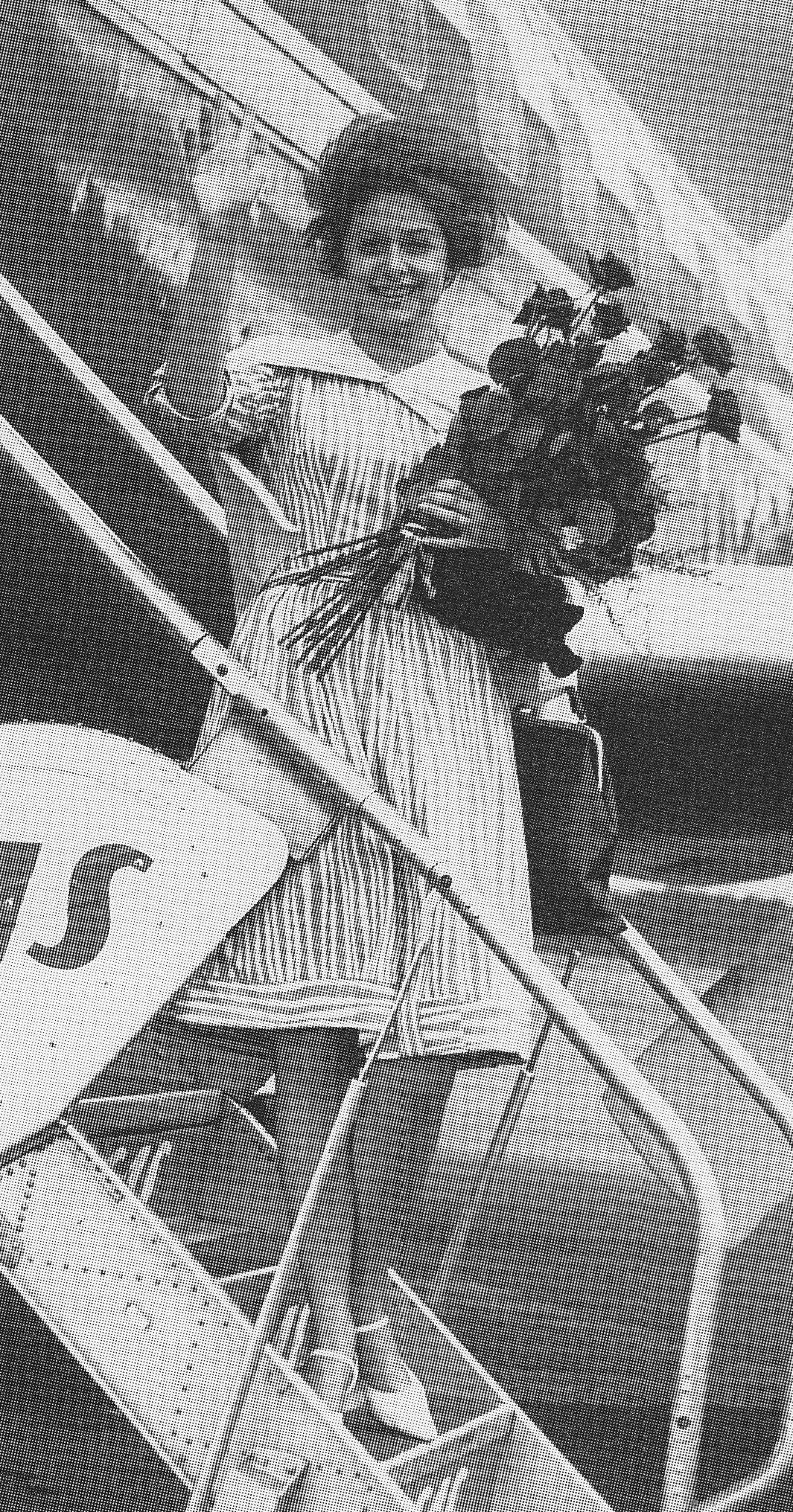
Marion Rung

Marion Rung (Helsinki, 7 december 1945) is een Finse zangeres van Russisch-Joodse komaf.
In 1962 nam ze deel aan het Eurovisiesongfestival met het liedje Tipi-tii en eindigde 7de. 11 jaar later deed ze het nog beter met Tom Tom Tom waar ze de 6de plaats mee wegkaapte. Ruim dertig jaar was Marion Rung daarmee de hoogst genoteerde Finse songfestivaldeelnemer. Pas in 2006 zou zij van haar troon gestoten worden met de overwinning van de band Lordi, die met het nummer Hard Rock Hallelujah de eerste Finse overwinning ooit in de wacht sleepte.
In 1980 haalde ze bij het 4e Intervisiesongfestival de eerste plaats met het nummer Where is the Night.